# Wishaw
Wishaw este un oraș în North Lanarkshire, Scoția. În 2011 avea 39.369 de locuitori.